# クイーンズ・ビレッジ駅
クイーンズ・ビレッジ駅（英: Queens Village）とは、ニューヨーククイーンズ区クイーンズ・ビレッジのスプリングフィールド・ブールバードと218丁目の間にあるロングアイランド鉄道 (LIRR) 本線の駅である。4線に沿って相対式ホームを2面有し、ヘンプステッド支線の列車のみが使用する。駅のすぐ東側はユニバーサル・インターロッキングのクイーンズ信号場 (Queens Interlocking) であり、4線を2つの平行する2線 — 本線とヘンプステッド支線 — へ分離し、ベルモントパークへの枝線があるジャンクションを制御する。

## 歴史
1837年の3月から11月の間、現在クイーンズ・ビレッジ駅がある場所には初期のブルックリン・アンド・ジャマイカ鉄道のフラッシング・アベニュー駅（その後ディランシー・アベニュー駅、ブラッシュビル駅へ改称）があった。その後その駅は現在の212丁目、Ben Lane's Hotelを提供するために使われていた場所へ移転し旧ベルエア駅となった。
当初クイーンズ・ビレッジ駅は、1879年（一部の文献では1881年）にクイーンズ駅 (Queens station) として地上で開業した。当初の駅舎にはロングアイランドシティ駅およびグリーンポート駅との距離を記した看板があった。その駅舎は新しい駅舎が勾配解消計画 (grade elimination project) の一環として建設されるなかでprivate locationへ移動され、新駅舎が1924年9月24日に開業した。それはその後「クイーンズ・ビレッジ ("Queens Village")」へ改称された。2013年10月30日、LIRRは旅客用エレベーターの設置、照明の改良、防犯カメラの設置、駅舎の再塗装により新しくなった駅を公開した 。

## 駅構造
| 3 | ■本線               | ニューヨーク方面 （ホリス）                                                                       |  |
| 1 | ■本線               | 通過                                                                                              |  |
| 2 | ■本線               | 通過                                                                                              |  |
| 4 | ■本線               | ロンコンコマ、ヘンプステッド、オイスターベイまたはポートジェファーソン方面 （フローラル・パーク） |  |
| 4 | ■ヘンプステッド支線 | ヘンプステッド方面 （ベルローズ）                                                                 |  |
|   | ■                   | 側線（旅客営業なし）                                                                              |  |

この駅は高床の相対式ホームを2面有し、どちらも有効長は8両である。どちらにも旅客用エレベーターと階段が備わっている。北側のプラットホーム、プラットホームAは3番線と隣接しており、通常アトランティック・ターミナル駅行きまたはペン・ステーション行き列車が使用する。このプラットホームはこの駅で唯一の駅舎（2階建て）がある。南側のプラットホーム、プラットホームBは4番線と隣接しており、通常ヘンプステッド行き列車が使用する。どのプラットホームとも隣接していない中央の2線は通過列車が使用する。無動力の留置線が南側のプラットホームの南にある。

## 外部リンク

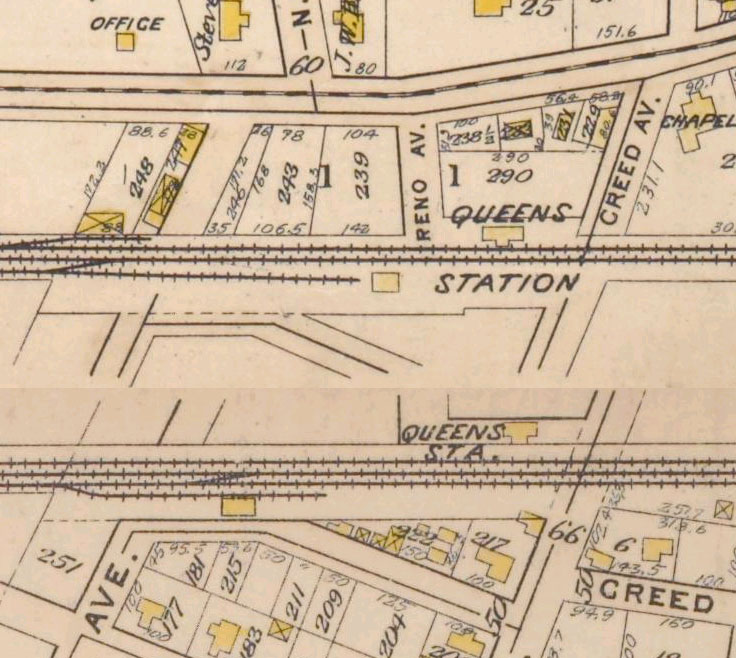
クイーンズ駅（現在のクイーンズ・ビレッジ駅）が記載された1909年の地図